# Bottomness
Die Bottomness {\displaystyle B\,'} (auch Beauty genannt) ist eine Quantenzahl im Standardmodell der Teilchenphysik. Bottomness ist, neben Isospin, Charm, Strangeness und Topness eine der Flavour-Quantenzahlen der Quarks.

## Notation
Die Baryonenzahl {\displaystyle B} ist eine weitere mit dem Buchstaben B bezeichnete Quantenzahl der Teilchenphysik. Um die Bottomness davon zu unterscheiden, wird in der Literatur für diese meist eine modifizierte Bezeichnung verwendet, z. B. wie hier {\displaystyle B\,'}, selten auch {\displaystyle B^{*}}.

## Vorzeichenwahl
Das Bottom-Quark b hat die Bottomness {\displaystyle B\,'=-1}; das zugehörige Antiteilchen, das Bottom-Antiquark b, hat {\displaystyle B\,'=+1}. Alle anderen fundamentalen Elementarteilchen haben {\displaystyle B\,'=0}. Daher ist die Bottomness eines Hadrons gleich der Anzahl der Bottom-Antiquarks minus der Anzahl der Bottom-Quarks:
{\displaystyle B\,'=n_{\overline {b}}-n_{b}}.
Diese Konvention kommt daher, dass die Flavour-Quantenzahl eines Quarks stets das gleiche Vorzeichen wie dessen elektrische Ladung (hier Q = −1⁄3 für das Bottom-Quark) haben soll.

## Wechselwirkungen
Wie alle Flavour-Quantenzahlen bleibt die Bottomness erhalten unter elektromagnetischer und starker Wechselwirkung. Unter schwacher Wechselwirkung allerdings nicht, für schwache Prozesse der ersten Ordnung gilt: {\displaystyle \Delta B\,'=\pm 1}.